# Hoixanà Rabbà
Hoshaná Rabà és el darrer dia de la festivitat jueva de Sukkot. Segons la tradició jueva, els àngels lliuren a Déu el judici segellat en el dia de Yom Kippur per a la seva execució en el dia de Hoixanà Rabbà. És per això que la nit anterior a aquest dia s'acostuma a romandre despert, i recitar una selecció de capítols de la Bíblia, el Talmud i el Zohar. D'aquesta manera, si Déu veu que el sentenciat es dedica a l'estudi i la pregària, tindrà pietat d'ell.